# Erica Campbell (Sängerin)

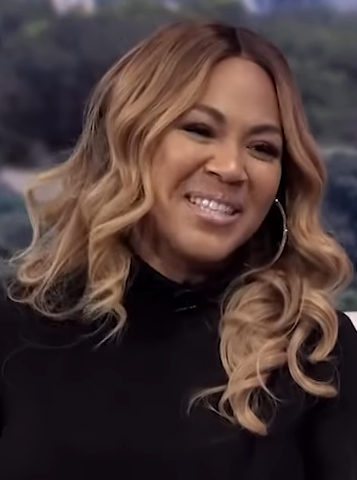
Erica Campbell, 2019

Erica Monique Campbell (geborene Atkins; * 29. April 1972 in Inglewood, Kalifornien) ist eine US-amerikanische Gospelsängerin.

## Karriere
2000 gründete Erica Atkins zusammen mit ihrer älteren Schwester Tina das Gospelduo Mary Mary. 12 Jahre lang waren sie sehr erfolgreich in den US-Charts und bekamen zahlreiche Auszeichnungen. Danach beschlossen sie, getrennte Solokarrieren zu starten. Inzwischen hatte Erica ihren Produzenten Warryn Campbell geheiratet.
2013 veröffentlichte Erica Campbell ihre Debüt-Solosingle A Little More Jesus, die sie noch zusammen mit ihrer Schwester geschrieben hatte. Damit kam sie in die Gospelcharts, sie hielt sich dort ein halbes Jahr und erreichte Platz 7. Im Frühjahr 2014 erschien ihr erstes eigenes Album mit dem Titel Help. Ihr Ehemann Warryn Campbell hat das Album produziert und zusammen mit ihr und verschiedenen Koautoren auch geschrieben. Es stieg auf Platz 1 der Gospelcharts ein und erreichte Platz 6 der offiziellen Charts; das war einen Platz höher als das bestplatzierte Mary-Mary-Album. Besonders erfolgreich war der Song Help, die zweite Single, bei der der Gospelrapper Lecrae mitwirkte und mitschrieb. Das Lied erreichte Platz 2 der Gospelcharts. Bei den Grammy Awards 2015 wurde das Album als bestes Gospelalbum des Jahres ausgezeichnet. Help erhielt eine Nominierung als bester Gospelsong.
Ein Jahr nach der Erstveröffentlichung wurde Help 2.0 veröffentlicht, ein Remix-Album mit Audiokommentaren und zwei neuen Songs. Das Album erreichte noch einmal Platz 1 der Gospelcharts und beide Songs platzierten sich ebenfalls, I Luh God kam ebenfalls an die Chartspitze.

## Diskografie

### Alben
| Jahr | Titel    | Höchstplatzierung, Gesamtwochen, AuszeichnungChartplatzierungen (Jahr, Titel, Platzierungen, Wochen, Auszeichnungen, Anmerkungen) | Höchstplatzierung, Gesamtwochen, AuszeichnungChartplatzierungen (Jahr, Titel, Platzierungen, Wochen, Auszeichnungen, Anmerkungen) | Anmerkungen |
| Jahr | Titel    | US | Gospel | Anmerkungen |
| ---- | -------- | --- | --- | ----------- |
| 2014 | Help     | US6 (11 Wo.)US | Gospel1 (66 Wo.)Gospel |             |
| 2015 | Help 2.0 | US120 (1 Wo.)US | Gospel1 (58 Wo.)Gospel |             |

### Singles
| Jahr | Titel Album              | Höchstplatzierung, Gesamtwochen, AuszeichnungChartsChartplatzierungen (Jahr, Titel, Album, Platzierungen, Wochen, Auszeichnungen, Anmerkungen) | Anmerkungen                                                                         |
| Jahr | Titel Album              | Gospel | Anmerkungen                                                                         |
| ---- | ------------------------ | --- | ----------------------------------------------------------------------------------- |
| 2013 | A Little More Jesus Help | Gospel7 (27 Wo.)Gospel | Autoren: Erica Atkins-Campbell, Tina Atkins-Campbell, Warryn Campbell               |
| 2014 | Help                     | Gospel2 (27 Wo.)Gospel | feat. Lecrae Autoren: W. Campbell, E. M. Atkins-Campbell, H. S. Lilly Jr., H. Jones |
| 2014 | You Are Help             | Gospel17 (16 Wo.)Gospel | Autoren: W. Campbell, E. M. Atkins-Campbell                                         |
| 2015 | More Love Help 2.0       | Gospel18 (9 Wo.)Gospel | Autoren: E. M. Atkins-Campbell, W. Campbell                                         |
| 2015 | I Luh God Help 2.0       | Gospel1 (51 Wo.)Gospel | feat. Big Shizz Autoren: W. Campbell, E. M. Atkins-Campbell, L. A. Daniels          |
| 2016 | P. O. G. Help            | Gospel24 (2 Wo.)Gospel | Autoren: E. M. Atkins-Campbell, W. Campbell, D. Caddell                             |
| 2016 | The Question             | Gospel25 (1 Wo.)Gospel | Autor: W. S. Campbell II                                                            |

## Auszeichnungen
Grammy Awards
- 2015: Best Gospel Album für Help

Nominierung
- 2014: Best Gospel Song für A Little More Jesus
- 2015: Best Gospel Performance / Song für Help (mit Lecrae)